# Hoț
Hoțul, pungaș, borfaș,  potlogar; șarlatan, coțcar, este o persoană necinstită, care practică furtul. Hoți sau tâlhari (bandiți) erau considerați de cei jefuiți și haiducii. În prezent în Europa este practicată tot mai frecvent hoția de buzunare. În unele gări mari de cale ferată din Europa de Vest, călătorii sunt atenționți prin difuzoare să aibă grijă  de bagaje din cauza hoților. Deschiderea granițelor în Europa a contribuit din păcate la extinderea acestor practici, care a atras după sine la aversiuni și prejudecăți uneori nejustificate contra unor țări din Europa de Est.
Termenul este utilizat și ca  epitet glumeț adresat băieților șireți.